# Hochschule für Öffentliche Verwaltung Bremen
Die Hochschule für Öffentliche Verwaltung Bremen (HfÖV Bremen) ist eine Fachhochschule für öffentliche Verwaltung und dient der Ausbildung von Beamten der gehobenen Laufbahnen, der Fortbildung der Polizei der Freien Hansestadt Bremen sowie der Forschung für und über die Polizei im interdisziplinär ausgerichteten Institut für Polizei- und Sicherheitsforschung (IPoS).

## Studium
Hauptaufgabe der HfÖV ist der Lehrbetrieb im Studiengang Polizeivollzugsdienst. Dieser umfasst sechs Semester und ist zwischenzeitlich als Bachelor-Studium konzipiert. Er kombiniert die erforderlichen Studienanteile mit berufspraktischen Ausbildungskomponenten. Zugelassen sind ausschließlich Polizeikommissaranwärterinnen und -anwärter der Polizei Bremen und der Ortspolizeibehörde Bremerhaven.
Daneben bestehen zwei externe Studiengänge:
- Dualer Studiengang Steuern und Recht in Kooperation mit der Hanseatischen Steuerberaterkammer Bremen
- Risiko- und Sicherheitsmanagement in Kooperation mit der Hochschule Bremerhaven

Die Studiengänge Allgemeiner Verwaltungsdienst und Steuerverwaltungsdienst wurden 2001/2002 eingestellt.

## Rektoren der Hochschule
Rektoren der Hochschule seit ihrer Gründung sind und waren:
- 1979–1989: Jürgen Prüser (1929–2021)
- 1989–2009: Bernd Wesche
- seit 2009: Luise Greuel (* vor 1967)